# Beleg
Beleg je obec v Maďarsku v župě Somogy.